# Heptapterus fissipinnis
Heptapterus fissipinnis är en fiskart som beskrevs av Miranda Ribeiro, 1911. Heptapterus fissipinnis ingår i släktet Heptapterus och familjen Heptapteridae. Inga underarter finns listade i Catalogue of Life.